# Baek Ji-hoon
Baek Ji-hoon (kor. 백지훈) (ur. 28 lutego 1985 w m. Sach'ŏn, prow. Kyŏngsang Południowy), koreański piłkarz występujący na pozycji pomocnika, reprezentant Korei i zawodnik klubu K-League Suwon Samsung Bluewings, gdzie gra od 2006 roku.